# Agrupación de Intelectuales Artistas Periodistas y Escritores
Agrupación de Intelectuales Artistas Periodistas y Escritores fue un colectivo de intelectuales argentinos de izquierda fundado en 1935 que tenía como objetivo luchar contra el fascismo imperante en ese momento en Europa.

## Historia
La Agrupación de Intelectuales Artistas Periodistas y Escritores fue un colectivo de intelectuales argentinos de izquierda fundado por el psicólogo comunista Aníbal Ponce al regreso de un viaje a Europa, durante el cual había participado del Congreso Mundial de Estudiantes. La idea era crear la institución argentina que participara de una futura Unión Internacional de Intelectuales Antifascistas. Aníbal Ponce planteaba:

La cultura debe ser militante, y dado que los peligros que amenazan el cuerpo de la nación como sombras siniestras nos afectan a todos –los artistas
que ven disminuidas sus posibilidades de creación; los escritores impedidos de expresar sus verdades; los científicos que se encuentran sometidos a un auditor que limita y a veces neutraliza sus investigaciones– nosotros ansiosamente queremos articular ese malestar común de tal manera que se de la fuerza necesaria a esa verdad disminuida por la división.

El fascismo era percibido no sólo como la forma última que asumía la dictadura de la clase capitalista, sino también como el enemigo de la inteligencia y de la cultura. Hacían un  paralelismo entre la censura a Contra y la condena de Raúl González Tuñón con la quema de libros en la Alemania nazi en mayo de 1933.
En 1935, el 28 de junio según algunas fuentes, o el 28 de julio según otras, fue fundada la AIAPE (Agrupación de Intelectuales Artistas Periodistas y Escritores), una agrupación de intelectuales inspirada en el modelo francés del Comité de Vigilance des Intellectuels Antifascistes. Esta llegaría a ocupar un lugar central en la configuración de una red de militancia antifascista en el ámbito de la cultura, porque consiguió aglutinar a un amplio conjunto de intelectuales, escritores y artistas vinculados a diferentes tendencias políticas. Sin embargo, pronto se hizo notar en esa formación el predominio de las izquierdas, que se traslucía en la pertenencia ideológica o partidaria de la mayoría de sus afiliados, entre ellos Elías Castelnuovo, Alberto Gerchunoff, Nydia Lamarque, Liborio Justo, César Tiempo, Raúl González Tuñón, José Portogalo, Deodoro Roca, Leonardo Estarico, Alfredo Varela, Sergio Bagú, Dardo Cúneo,  Pompeyo Audivert, Antonio Berni, Demetrio Urruchúa, Bernardo Edelman y Carlos Ruiz Daudet, y tantos otros. Muchos miembros de la AIAPE pertenecían al Partido Comunista Argentino, como Héctor P. Agosti, Cayetano Córdova Iturburu,  Raúl Larra, José Peter, Aníbal Ponce,  Álvaro Yunque, Nydia Lamarque y  Rodolfo Puiggrós.
La AIAPE surgió como una de muchas respuestas locales a la crisis mundial del liberalismo económico y político que comenzó en 1929 y se mantuvo durante ocho años. Reflejaba la agitación ideológica de los años 1930 y principios de los años 1940, y contribuyó a la articulación de un nacionalismo de izquierda en un período de profunda reelaboración del pensamiento político argentino.

La humanidad vive una hora de trascendente disyuntiva. Dos caminos se abren sobre ella: continuación del progreso milenario, retorno a la barbarie de edades superadas. Ha llegado el momento en que no basta crear cultura. Es menester aprestarse a defenderla […] En la tierra donde el temor a la hoguera impuso ayer a Galileo la negación del movimiento del planeta, hoy el fascismo, adueñado del poder, quiere, además de la hegemonía política de la nación, la hegemonía de las expresiones de cultura. Y para aquellos que se niegan a corear con sus voces las loas mercenarias, el estado reserva la cárcel, las torturas, el destierro, la destitución (AIAPE, 1935).

La AIAPE surgió  de intelectuales argentinos que compartían muchas de las tendencias cosmopolitas de sus colegas liberales pero mantenían estrechos vínculos con el Partido Comunista Argentino (PC), lo cual sirvió para acentuar la inclinación internacionalista de la organización en un período histórico en el que había muchas tensiones entre nacionalismos y universalismos e internacionalismos.

La AIAPE es una agrupación de Intelectuales, Artistas, Periodistas y Escritores reunidos con un doble propósito fundamental: el de ofrecer un frente común de defensa de la cultura ante los avances cada vez más acentuados de la reacción y propender a la creación del clima necesario para el desarrollo de las posibilidades de sus asociados y de todos los intelectuales y artistas que quieran compartir sus luchas y trabajo.
Cayetano Córdova Iturburu 

AIAPE se convirtió  en un foro en el que se debatían pensamientos. El objetivo de mantener un frente intelectual antifascista fracasó por el ascenso de la derecha y el énfasis sobre el poder unificador de nociones universales de democracia, justicia y libertad, en una época en la que prevalecieron las ideas nacionalistas. La unidad del centro con la izquierda  se vio amenazada cuando los miembros más disciplinados políticamente del Partido Comunista se alinearon con las necesidades estratégicas del Partido.

En la lógica de la AIAPE, el fascismo, caracterizado principalmente como opuesto a la cultura,  debía no sólo ser interpretado, como se lo intentaría en algunos de los artículos, sino principalmente combatido, posicionando a los intelectuales como vanguardia de esa lucha, al considerarse los depositarios privilegiados de esa cultura amenazada.

La agrupación contribuyó decisivamente a la creación de un nuevo imaginario político, en el que una alianza de comunistas, socialistas, radicales y conservadores se volvió no sólo concebible, sino incluso aceptable tanto para la derecha como para la izquierda. Su forma más visible, años más tarde, sería la Unión Democrática.
Varios miembros de AIAPE luego se sumaron a las filas del peronismo, entre ellos Rodolfo Puiggrós –quien durante el gobierno peronista de 1973– fue nombrado interventor de la Universidad de Buenos Aires, Alfredo Varela,  Elías Castelnuovo, Ramón Doll, Nicolás Olivari y César Tiempo.

## Revistas
La AIAPE no contó con un órgano oficial hasta enero de 1936, motivo por el cual su prédica se hizo oír a través de otras publicaciones, entre ellas y de forma destacada en Rumbo, revista que también albergaba a muchos de sus integrantes. En Rumbo se solicitaba que los profesionales, artistas plásticos, escritores y periodistas se inscribieran en la AIAPE. En tanto los integrantes de la AIAPE aún no contaban con sus propias publicaciones, hicieron oír su voz a través de Rumbo, una revista que cedió su espacio para albergar sus protestas intelectuales, colaboraciones, y que incentivó la afiliación a la AIAPE. Vale aclarar que muchos de sus integrantes formaban parte del colectivo editor de Rumbo. De esta manera, esta efímera publicación, que apeló a una serie de debates estético-políticos como fundamento para luchar en contra de los fascismos, y a un discurso antifascista de orientación comunista que propiciaba la defensa de la cultura sin olvidar la utopía revolucionaria, se constituyó como un terreno fértil para organizar la lucha de los intelectuales en la arena cultural. Por otra parte, en esta publicación es posible observar también el esfuerzo por establecer redes intelectuales entre el universo antifascista francés y el Río de la Plata como sostén para la configuración de un movimiento antifascista local.
La asociación tenía una sección en la República Oriental del Uruguay, la A.I.A.P.E. Sección Uruguaya, que también colaboraba y participaba.
Entre enero de 1936 y enero de 1938, la AIAPE pudo contar con su primer órgano oficial, la revista Unidad. Por la defensa de la cultura. De esta revista se publicaron tres números en 1936 y cinco números entre 1937 y 1939. Allí colaboraron argentinos, uruguayos, españoles, franceses, paraguayos, bolivianos, mexicanos, chilenos, como los escritores y periodistas Samuel Shmerkin, José Barboza Mello, Víctor Margueritte, José Tuntar, Gervasio Guillot Muñoz,  Enrique A. Puccio, Alfredo Varela, Luis Reissig, Sergio Bagú, Luis A. Sánchez, Álvaro Guillot Muñoz,  María Luisa Carnelli, Bernardo Edelman, Enrique González Tuñón, Rodolfo Ghioldi, Atilio E. Torrasa, Amparo Mom, Leonardo Estarico, Augusto Bunge,  Juan A. Salceda, Carlos Lacerda, Rómulo Rodríguez Zelada, Arturo Orzábal Quintana, Oscar Creydt, José Peter, Juan I. Zorrilla, José González Carbalho, Faustino E. Jorge, Carlos Hojvat, Dardo Cúneo, Alfonso Longuet, Pedro Álvarez Terán, Juan León Bengoa, Hugo R. Klappenbach, Jorge Lucero, Román Gómez Masía, Pedro E. Pico, Ernesto Giudici, Boleslao Lewin, Álvaro Sol, Leticia Brun, Facundo Recalde, Eduardo B. Astesano, José Bergamín, Alfonso Reyes, Simón Marcelo Neuschlosz, León Klimovsky, Raúl Larra, Alberto Morelli. También colaboraron como ilustradores Pompeyo Audivert, Lino Eneas Spilimbergo, Demetrio Urruchúa, Juan Batlle Planas, José Planas Casas, Sigfrido (Mario Igor), Andrés Guevara, María Carmen Portela, Ramón Gómez Cornet, Antonio Micelli, Víctor Rebuffo, Ricardo Marré, Juan Carlos Castagnino, Aida Waisman, Clemente López Pasaron, Carlos Hermosilla Álvarez,  Clément Moreau, Guillermo Facio Hebequer, Abraham Vigo, Luis Seoane, Antonio Berni, Aquiles Badi, Horacio Cóppola, Luis Falcini, Bruno Premiani, Gerda Taro y Maruja Mallo.
La revista costaba 20 centavos.
El 17 de septiembre de 1936, Cayetano Córdova Iturburu lanzó y dirigió Hoy, un semanario comunista que, luego de sus primeros cuatro números, pasó a llamarse Orientación bajo otras direcciones, y que también fue una tribuna para difundir la Revista Oral de la AIAPE, durante 1939 y 1940.
La revista Unidad era el órgano oficial de la AIAPE, pero al ser clausurada le siguió la revista Nueva Gaceta, que fue publicada entre 1941 y 1943.  En mayo de 1941 se lanzó la revista Nueva Gaceta, que se publicó hasta junio de 1943.  Nueva Gaceta publicó 24 números entre 1941 y 1943, año en que fue clausurada por la dictadura militar del general Pedro Pablo Ramírez. En ese momento, el Secretario de la agrupación era Héctor P. Agosti.
El primer presidente de la AIAPE fue Aníbal Ponce, ensayista, psicólogo, profesor y político marxista, quien tuvo que exiliarse a México en 1936. Fue sucedido en la presidencia por Emilio Troise, y más tarde por el doctor Gregorio Bermann, médico psiquiatra y doctor en filosofía, socialista. La organización tuvo varios secretarios, entre ellos Rodolfo José Puiggrós, escritor, historiador, periodista y político que debió exilarse a México en 1974 por las amenazas de la Triple A de López Rega durante el gobierno peronista de María Estela Martínez de Perón; otro secretario fue Cayetano Córdova Iturburu, miembro de número de la Academia Nacional de Bellas Artes, y Héctor P. Agosti, secretario de Cultura del Partido Comunista, quien también fue encarcelado, en su caso durante la dictadura emergente del golpe de Estado de 1943.
En 1935, la AIAPE se pronunció contra la condena de dos años de prisión al poeta Raúl González Tuñón bajo el cargo de «incitar a la rebelión» por haber publicado en 1933 el poema “Las Brigadas de choque” en la revista Contra, que fuera inmediatamente censurada por el gobierno de Agustín Pedro Justo. La revista Rumbo reprodujo un comunicado, emitido y aprobado por la agrupación antifascista el 7 de agosto en su primera asamblea fundacional, que resolvió «protestar por la restricción de la libertad de pensamiento que significan ‘procesos de tendencia’ y expresar su simpatía y solidaridad al escritor condenado.»
En 1944, en el número 6 de la revista de AIAPE, el autor uruguayo Cipriano Santiago Vitureira publicó  un ensayo sobre el libro de Gastón Figueira titulado Juan Ramón Jiménez, poeta de lo inefable, publicado por la Biblioteca Alfar, reivindicando el nacionalismo por sobre el cosmopolitismo.

## Salones de arte
Cecilia Marcovich y Lino Enea Spilimbergo dirigían el departamento de artes plásticas y la Comisión de Arte. A partir del trabajo  de la Comisión de Arte, los salones de arte la AIAPE fueron promotores de debates estético-políticos. Se presentaron como una alternativa a los salones oficiales y un medio para el ingreso de jóvenes artistas deconocidos hasta entonces.  Los salones de arte de la AIAPE y las conferencias que se dictaron alrededor de estos se establecieron también como lugares de sociabilidad entre los intelectuales de la época.